# Nine Gorman
  Nine Gorman    (Toló, 24 de juliol de 1990) és una novel·lista francesa que es va fer popular a la plataforma literària Wattpad. També és coneguda per les seves cròniques literàries a YouTube.

## Vida primerenca
Nascuda a Toló, al sud de França, no hi va restar, sinó que va passar la infantesa i part de l'adolescència primer a Nova Caledònia i més tard a Guadalupe. Es va afeccionar per l'escriptura i la literatura de ben jove. Després de viure molt de temps enmig de l'oceà, va tornar a França, al sud natal, on es va allistar amb 19 anys a l'Armada francesa. Durant uns quants anys més, va compaginar la carrera d'escriptora i l'exèrcit abans de decantar-se finalment per l'escriptura com a carrera professional. Actualment, viu a París.

## Carrera
Gorman es va iniciar en l'escriptura a través del gènere de la fanficció. Va publicar els seus primers texts a internet entre hores de classe a l'institut mitjançant llocs web com ara FanFiction.Net.
Més endavant, el 2015, es va registrar a la plataforma Wattpad per a publicar la seva primera història original: Le Pacte Sanguinaire. Havia començat a escriure-la força abans com a fanficció de la sèrie de televisió Diaris de Vampirs, però va ser el primer colp que es va sentir limitada pel format. Menys d'un any després del debut a Wattpad, va cridar l'atenció de l'editorial independent Albin Michel, amb qui signaria la seva primera novel·la. Le Pacte Sanguinaire es va retitular Le Pacte d'Emma i va ser llançat el 2 de novembre de 2017.
Aleshores va col·laborar amb el seu col·lega Mathieu Guibé en la bilogia Ashes falling for the sky, el primer volum de la qual es va anar penjant l'estiu del 2017 a Wattpad al ritme d'un capítol diari. Passat un any, Albin Michel mateix el publicaria.
El 2018, va partir a la carretera als Estats Units a escriure amb la seva amiga Marie Alhinho. De Nova Orleans a Chicago, els internautes van seguir l'aventura per mitjà d'Instagram i van tenir vot i veu en les eleccions que determinaven el curs de la història. En va sorgir la novel·la La Nuit où les étoiles se sont éteintes, publicada novament per Albin Michel el 30 de juny de 2021.

## YouTube
En paral·lel a l'escriptura, Gorman fa vídeos de recomanacions literàries a YouTube d'ençà del 2013 i ha estat una de les pioneres en el moviment de BookTube a França.

## Obra
- Le Pacte d'Emma (Albin Michel, 2017)
- Ashes Falling for The Sky (Albin Michel, 2018)
- Ashes Falling for The Sky tome 2: Sky Burning Down to Ashes (Albin Michel, 2019)
- Le Pacte d'Emma tome 2: Le Serment d'Andrew, (Albin Michel, projecte abandonat)
- La Nuit où les étoiles se sont éteintes (Albin Michel, 2021)
- Le Jour où le soleil ne s'est plus levé (Albin Michel, 2022)